# 韋弘機
韦机（?—?），字弘机，以字行，唐朝雍州万年（今陕西西安南）人， 郿城郡公韦孝恪的儿子。
唐太宗贞观年间，韦弘机担任左千牛胄曹参军，贞观八年（634年）奉使西突厥册立沙钵罗咥利失可汗。贞观十二年（638年），再次出使西突厥，西突厥乙毗咄陆可汗叛唐，道路不通，韦弘机三年不得归国。其间弘机撕破衣裾记录所过西域诸国风俗物产，为《西征记》，献于太宗。太宗拜他为朝散大夫，官至殿中监。唐高宗显庆年间，为檀州刺史，修学宫，敦劝生徒，教化边人。契苾何力征高句丽，滦河暴涨，军队停留三日，韦弘机输给资粮，军队没有缺粮。上元年间，转任司农卿，检校园苑，造上阳宫，时人称他省功便事。韦弘机勤勉强干，很得高宗信任。仪凤年间，因为家人犯盗，免官。终官检校司农少卿。